# Rue Metcalfe (Ottawa)
Pour les articles homonymes, voir Metcalfe.
La rue Metcalfe (anglais : Metcalfe street) est une artère du centre-ville d'Ottawa, en Ontario, Canada. Elle porte le nom de Charles Theophilus Metcalfe, gouverneur général de la province du Canada au XIXe siècle,. Il s'agit d'une route nord-sud avec une circulation à sens unique en direction du nord, qui offre une voie de communication clé depuis l'autoroute 417 (la Queensway). À la fin du XIXe siècle et au début du XXe siècle, elle comprenait les résidences du maire d'Ottawa Thomas Birkett (306 Metcalfe, aujourd'hui l'ambassade de Hongrie à Ottawa (en)), du baron canadien du bois et des chemins de fer John Rudolphus Booth (252 Metcalfe, maison Booth), de l'inventeur Thomas Willson, alias Carbide Willson, et d'Alexander Campbell, associé juridique de John A. Macdonald (236 Metcalfe).
Au sud, la rue Metcalfe débute au niveau de l'avenue Monkland dans le quartier de la Glèbe. Elle continue vers le nord comme une rue résidentielle mineure jusqu'à l'échangeur de la Queensway (sortie 119). En continuant vers le nord jusqu'au centre-ville d'Ottawa, la rue Metcalfe contourne le Musée canadien de la nature par l'est entre les rues Argyle et McLeod, puis continue tout droit jusqu'à la rue Wellington où la route se termine à la Colline du Parlement.

## Principales intersections
(du Nord au Sud) :
- rue Wellington,
- rue Sparks,
- rue Albert,
- rue Slater,
- avenue Laurier,
- rue Somerset,
- avenue Gladstone,
- rue Catherine,
- Autoroute 417 (Queensway),
- rue Isabella,
- avenue Monkland.

## Sources
- Plan directeur des transports d'Ottawa, voir la carte 7 Réseau routier du centre-ville